# Waptia

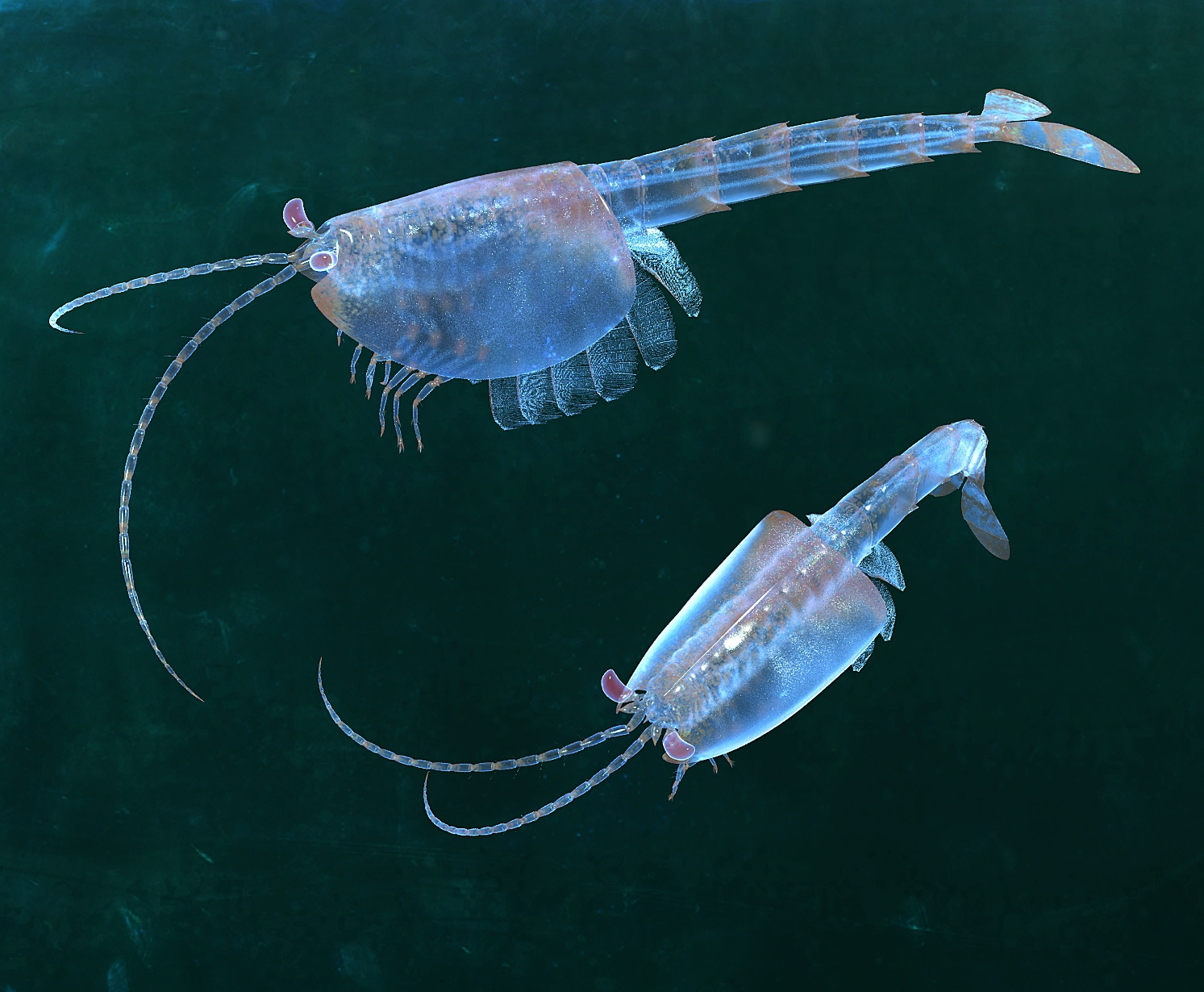
Representação de um Waptia.

Waptia é um gênero extinto de artrópode marinho do Cambriano que viveu na América do Norte.